# Lily Alton-Triggs
Lily Alton-Triggs (29 de septiembre de 1998) es una deportista australiana que compite en remo. Ganó una medalla de bronce en el Campeonato Mundial de Remo de 2023, en la prueba de ocho con timonel.

## Palmarés internacional
| Campeonato Mundial | Campeonato Mundial | Campeonato Mundial | Campeonato Mundial |
| Año                | Lugar              | Medalla            | Prueba             |
| ------------------ | ------------------ | ------------------ | ------------------ |
| 2023               | Belgrado (Serbia)  | Medalla de bronce  | Ocho con timonel   |